# Contepec (kommun)
Contepec är en kommun i Mexiko.   Den ligger i delstaten Michoacán de Ocampo, i den sydöstra delen av landet, 130 km nordväst om huvudstaden Mexico City.
Följande samhällen finns i Contepec:
- Tepuxtepec
- Atotonilco
- Zaragoza
- El Césped
- La Higuerilla
- Temascales
- El Encino
- Llano Largo
- Las Tenerías
- San Rafael
- La Rueda
- Los Artones
- El Pedregal
- El Céreo
- Las Pilas
- Colonia la Paz
- Estanzuelita
- Santa María la Ahogada
- El Tecolote
- El Crucero
- Cerro Prieto
- Las Peritas
- La Estanzuela
- Arroyo del Muerto
- El Nogal
- Mogotes
- Cerro Agujerado
- El Zorrillo
- Canoas
- La Puerta
- El Terrero
- El Sombrerito